# Фрейдлін Ян Михайлович
Фрейдлін Ян (Яків Михайлович) — український композитор.
Народився 12 серпня 1944 р. в Читі. Закінчив Одеську консерваторію (1971, клас А. Когана). Був керівником естрадного оркестру Одеської обласної філармонії (1971—1972), завідував теоретичним відділом спеціальної музичної школи-десятирічки ім. П. Столярського.
Автор музики до багатьох театральних постановок, художніх кіно- і телефільмів: «Подарунок долі» (1977), «У мене все нормально» (1978), «Депутатська година» (1980), "Я — «Хортиця» (1981) тощо.
Член Національної спілки композиторів України.